# DUMBO (Brooklyn)

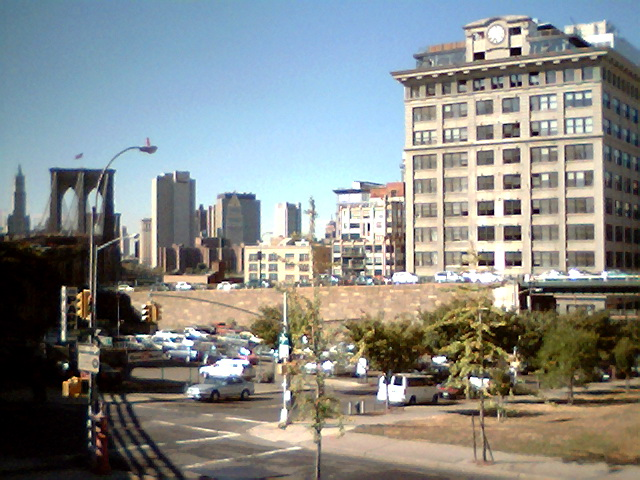
DUMBO con Manhattan al fondo.

DUMBO, un acrónimo de Down Under the Manhattan Bridge Overpass, es un barrio del distrito de Brooklyn en Nueva York. La zona abarca dos secciones; una situada entre los puentes de Manhattan y Brooklyn, que conecta Brooklyn con Manhattan a través del Río Este, y otro que continúa hacia el este desde el Puente de Manhattan a la zona de Vinegar Hill. El barrio es parte del Brooklyn Community Board 2. Jerry Seinfeld mencionó en una ocasión a DUMBO en una aparición en un programa, bromeando sobre que el barrio significa "Down Under Manhattan Bridge", pero que los neoyorquinos añadieron arbitrariamente la "O" al final porque no querían tener un barrio llamado "DUMB" ("tonto").

## Historia
Hasta la década de 1890, la parte occidental del barrio era conocida como Fulton Landing, en relación con la parada del transbordador que conectaba la zona con Manhattan antes de la construcción del Puente de Brooklyn. Por entonces era un barrio de fabricación, con almacenes y fábricas. Con la desindustrialización, el barrio comenzó a ser principalmente residencial, con artistas y jóvenes granjeros buscando espaciosos y económicos lofts para estudios y viviendas. El acrónimo DUMBO surgió en 1978, creado por los nuevos residentes que creían que un nombre tan poco atractivo ayudaría a disuadir a los desarrolladores. Cerca del final del siglo XX, con las viviendas de Manhattan cada vez más caras, comenzó la gentrificación en DUMBO.

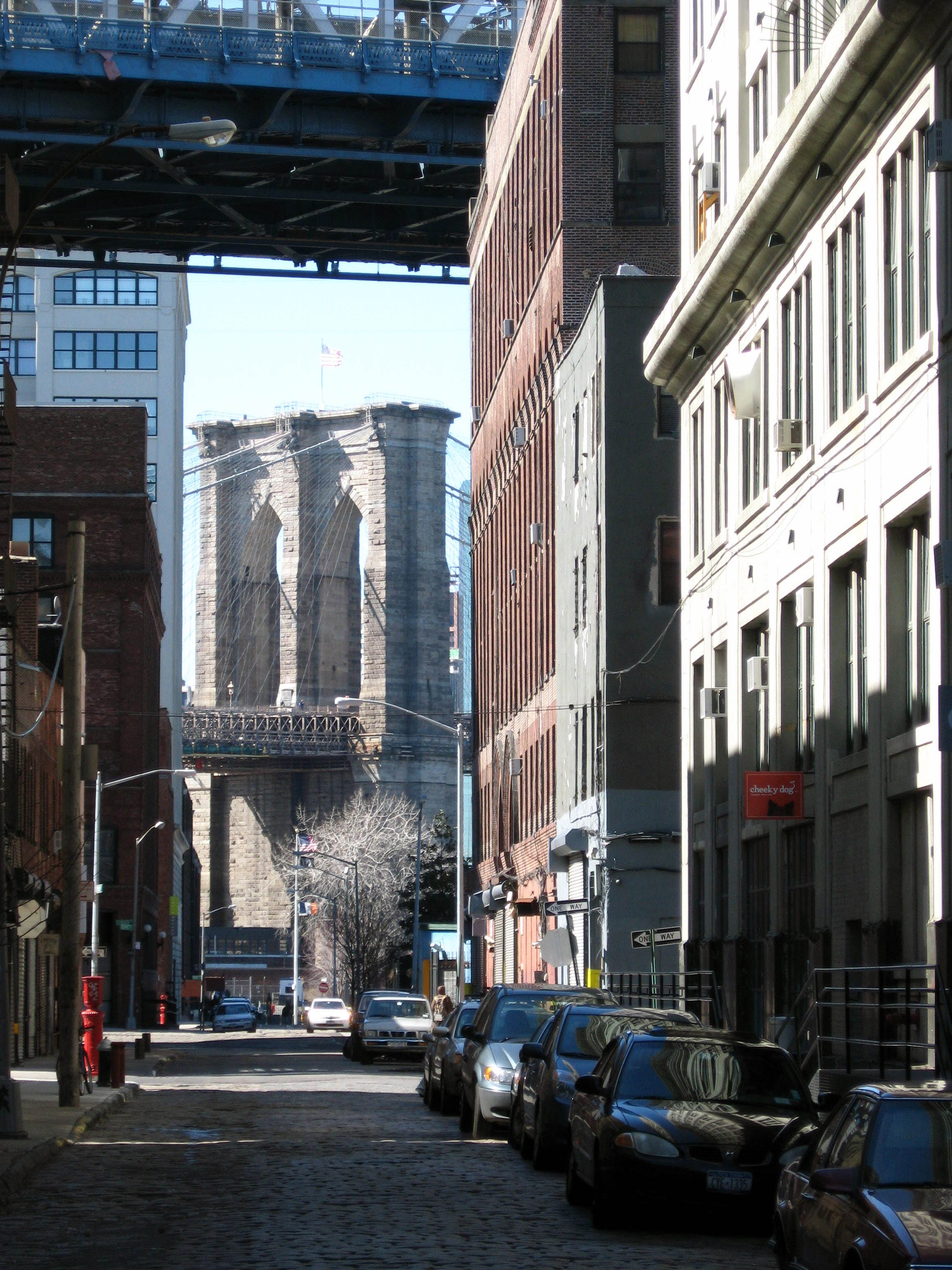
Calle Plymouth Street en el Puente de Brooklyn.

### Preservación histórica
El 18 de diciembre de 2007, la Comisión para la Preservación de Monumentos Históricos de Nueva York votó unánimemente para designar a la sección de DUMBO distrito histórico. El barrio histórico de DUMBO linda con la calle John al norte, la calle York al sur, la calle Main al oeste y la calle Bridge al este.

## Transporte
La compañía New York Water Taxi cuenta con un transbordador desde Fulton Slip hasta Fulton Landing. Las estaciones del Metro de Nueva York están ubicadas en la calle York (F) en la línea de la Sexta Avenida, y en el High Street-Brooklyn Bridge (A C) en la línea de la Octava Avenida. El servicio de autobuses cuenta con las líneas B25, B67, B69 y B75. Una escalera conecta la pasarela del Puente de Brooklyn con la calle Washington, una de las principales calles de DUMBO.